# 长形核螺
长形核螺（学名：Tritonoharpa antiquata），是新腹足目核螺科Tritonoharpa属的一种。主要分布于台湾，常栖息在潮间带岩礁。